# Stachys germanica
Stachys germanica es una especie de la familia de las lamiáceas. 

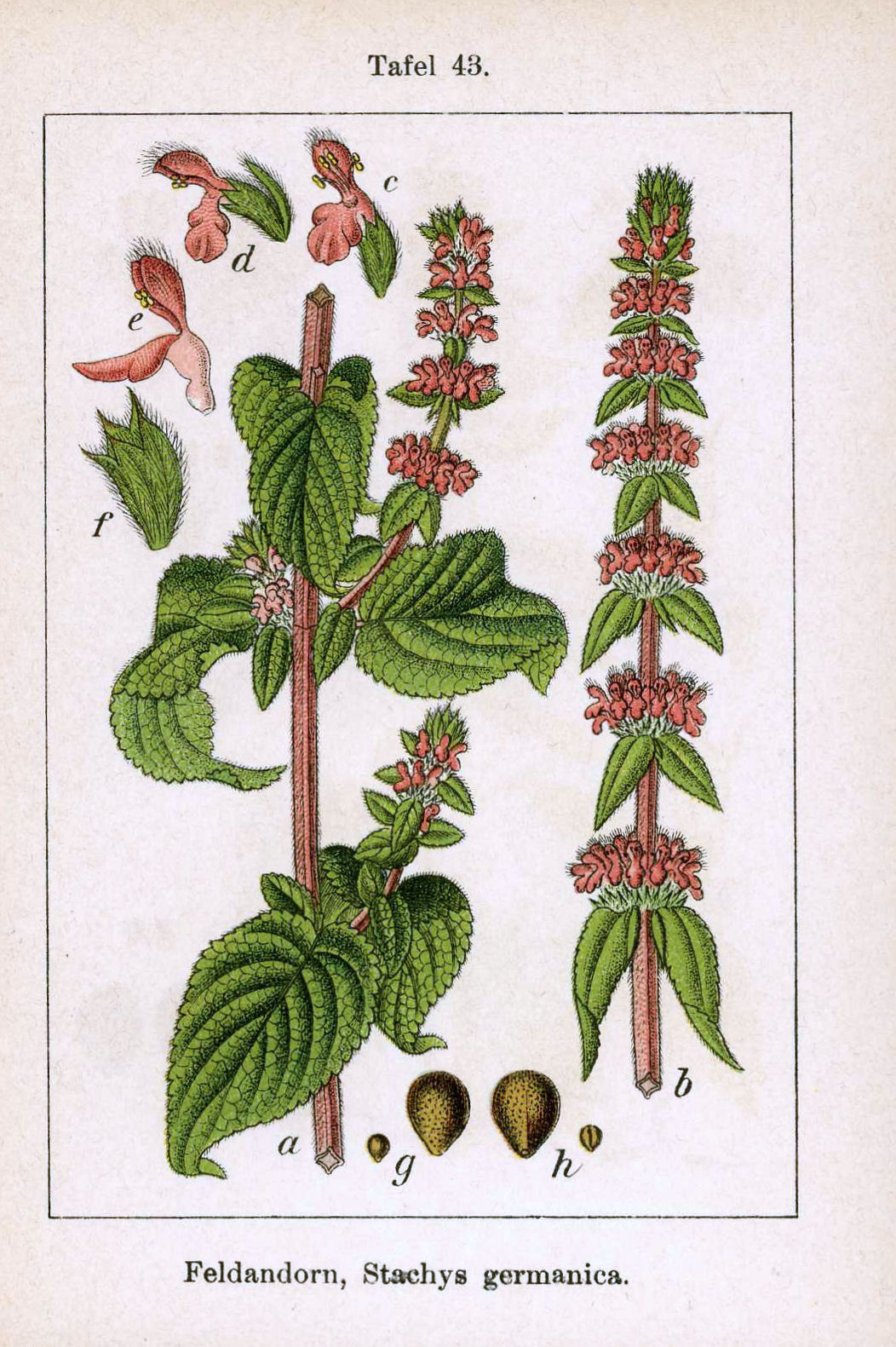
Ilustración

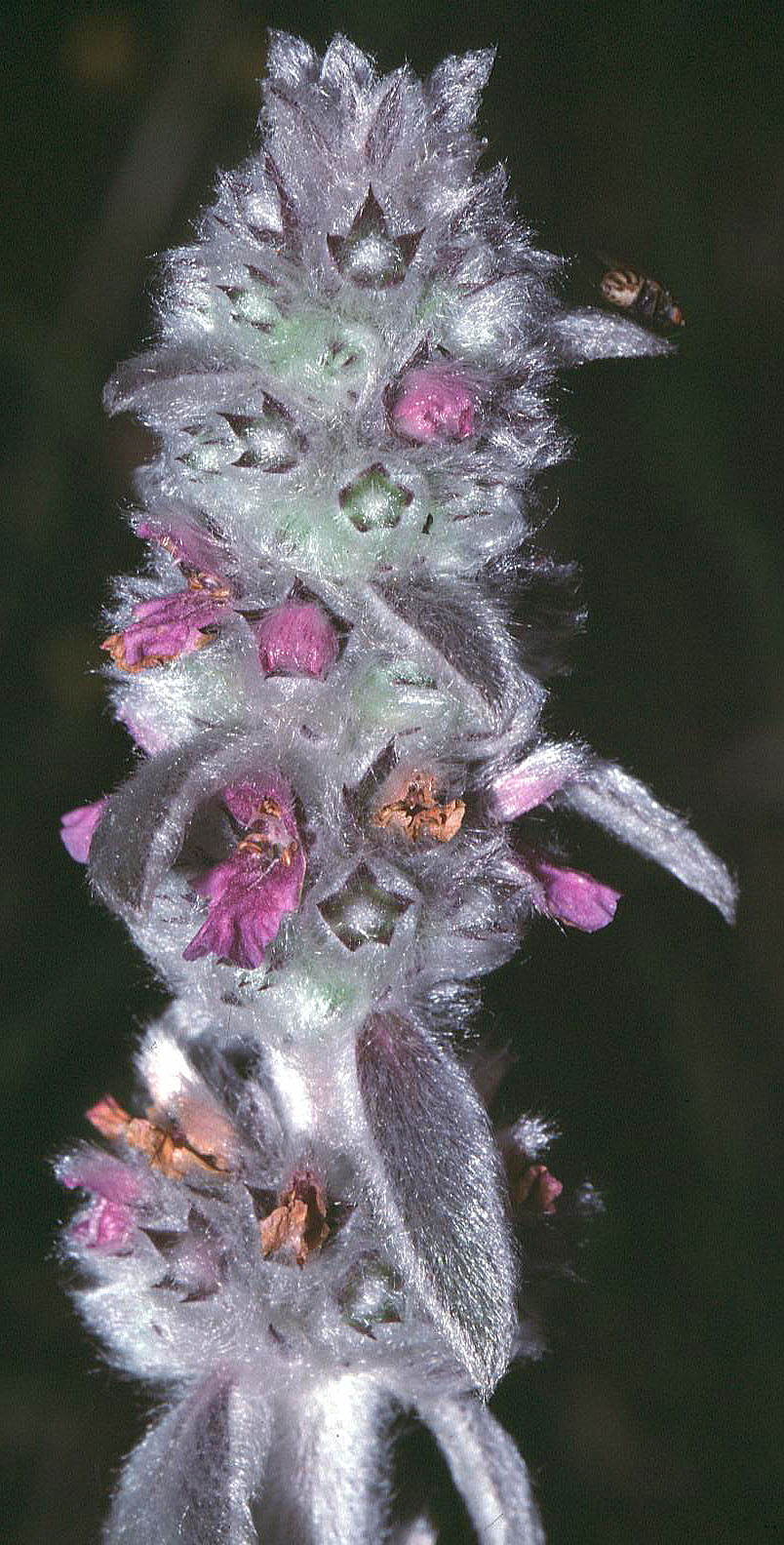
Inflorescencia

## Descripción
Perenne de pelos lanosos, no glandulares, de 30-100 cm, con hojas oblongas a oblongo-ovadas de base cordiforme, verdes en el haz, tomentosa grisosas por debajo. Como Stachys cretica pero tiene las hojas con la base acorazonada. Flores rosa o moradas de 1,5-2 cm. Cáliz con dientes desiguales. Florece a final del primavera y en verano.

## Distribución y hábitat
En todo el Mediterráneo, menos en Creta y Chipre. En el oeste, centro y sur de Europa. Por el norte hasta el sur de Inglaterra. Crece en setos, márgenes del bosque, lugares rocosos.

## Taxonomía
Stachys ajugoides fue descrita por Carlos Linneo y publicado en Species Plantarum 2: 581. 1753.
Etimología
Stachys: nombre genérico que deriva del Latín Stachys, -yos, que procede del Griego στάχνς, "espiga", en particular la de trigo, por la apariencia de las inflorescencias. Usado por Plinio el Viejo (24, lxxxvi, 136) para una planta no identificada, quizás del género Stachys. Curiosamente, la describe como parecida al puerro (Allium ampeloprasum var. porrum), pero de hojas más largas y numerosas y de flores amarillas ("Ea quoque, quae stachys vocatur, porri similitudinem habet, longioribus foliis pluribusque et odoris iucundi colorisque in luteum inclinati.").
germanica: epíteto geográfico que alude a su localización en Germania".
Variedades aceptadas
- Stachys germanica subsp. bithynica (Boiss.) R.Bhattacharjee
- Stachys germanica subsp. dasyanthes (Raf.) Arcang.
- Stachys germanica subsp. heldreichii (Boiss.) Hayek
- Stachys germanica subsp. velezensis (Sagorski) Hayek

Sinonimia
- Eriostomum germanicum (L.) Hoffmanns. & Link
- Eriostomum lusitanicum Hoffmanns. & Link
- Eriostomum polystachyum (Ten.) C.Presl
- Leonurus germanica (L.) Gueldenst.
- Stachys acutifolia Bory & Chaub.
- Stachys alba Mill.
- Stachys argentea Tausch
- Stachys biennis Roth
- Stachys castellana Willk.
- Stachys cinerea Benth.
- Stachys cordata Klokov
- Stachys dasyanthes var. alpina Heldr. & Sart.
- Stachys elongata Benth.
- Stachys excelsa Benth.
- Stachys fuchsii Bubani
- Stachys heraclea Webb ex Ball
- Stachys heterodonta Zefir.
- Stachys heterophylla Moench
- Stachys hispanica Mill.
- Stachys lanata Crantz
- Stachys lusitanica (Hoffmanns. & Link) Steud.
- Stachys major Garsault
- Stachys nova Sadler ex Rchb.
- Stachys obtusata Boiss.
- Stachys pannonica Láng ex Ten.
- Stachys penicillata Heldr. & Sart. ex Boiss.
- Stachys polystachya Ten.
- Stachys tomentosa Gaterau
- Stachys verbascifolia Benth.[5][6]

## Nombres comunes
- espiga florida, salvia de montaña.[7]